# NHK米子支局

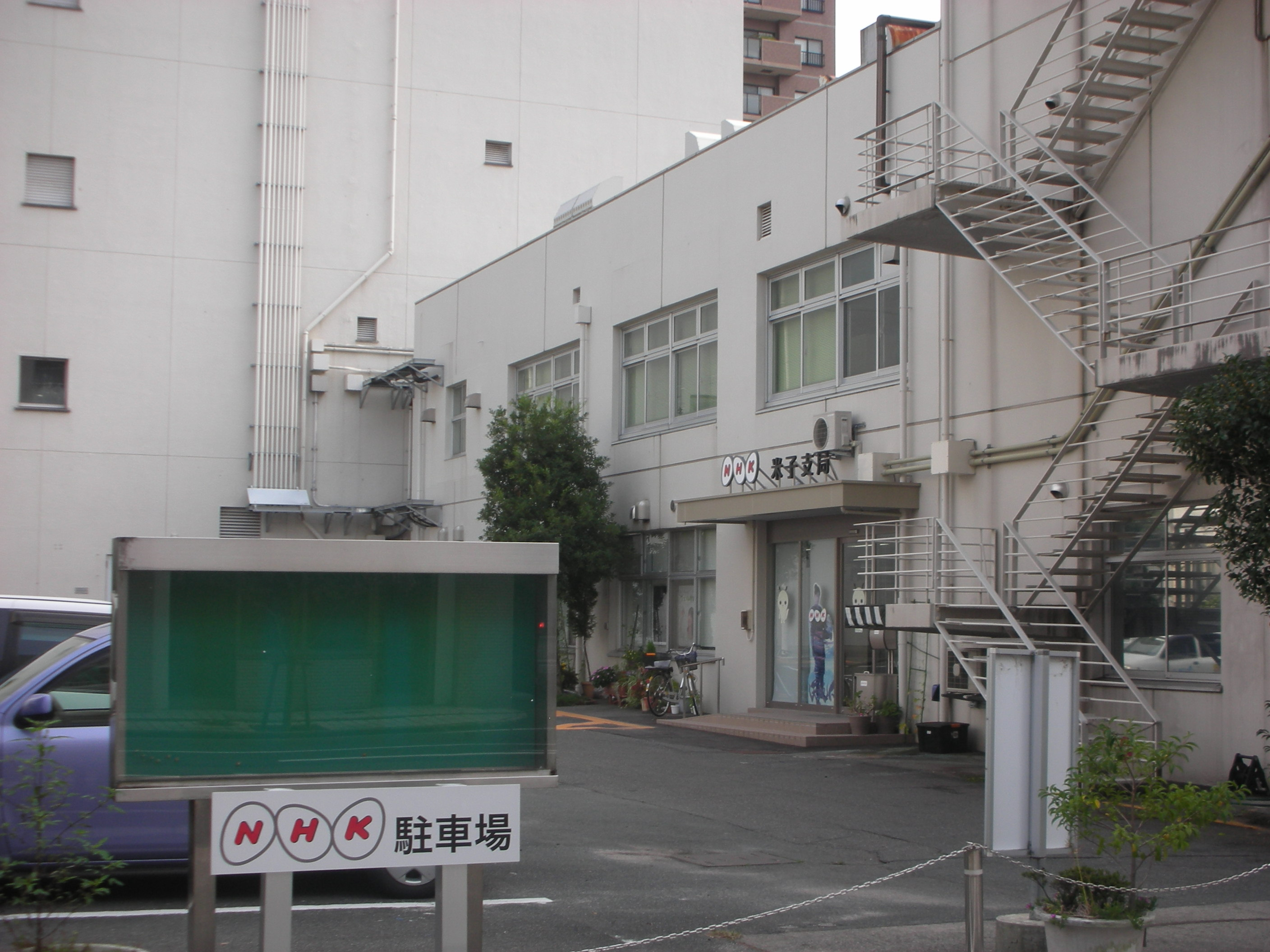
NHK米子支局（2009年10月）

NHK米子支局（エヌエイチケイよなごしきょく）は、鳥取県米子市にあるNHK鳥取放送局の支局。

## 概要
旧伯耆国をエリアとしている。かつては「米子放送局」として存在し、1984年までは制作部があってアナウンサーやディレクターなどが常駐していた。1988年の組織改革（リストラ）で支局に格下げされ、更には放送会館が土地・建物とも売却の対象とされたことから、2009年に隣接していたNTT西日本の遊休建物を借りる形で移転した。

### 所在地
- 〒683-0812 鳥取県米子市角盤町1丁目76

## 沿革
- 1954年（昭和29年）10月24日 - 米子放送局開局。上後藤放送所からラジオ第1放送を開始。
- 1957年（昭和32年）12月20日 - 上後藤放送所からラジオ第2放送を開始。
- 1959年（昭和34年）10月28日 - 松江放送局、枕木山からアナログ総合テレビの放送を開始。スピルオーバー地帯故の電波事情から米子市などもエリアとなる。
- 1962年（昭和37年）12月28日 - 松江放送局、枕木山からアナログ教育テレビの放送を開始。
- 1970年（昭和45年） - 鳥取放送局、上後藤放送所にアナログ総合テレビの中継局を設置、42ch・映像出力30Wで放送開始。ただし殆どの世帯が枕木山にアンテナを向け続けたため、視聴者は多くなかった。
- 1982年（昭和57年）11月1日 - ラジオ第1のコールサインを「JOLQ」に、ラジオ第2のコールサインを「JOLZ」に、それぞれ変更。
- 1984年（昭和59年） - NHKの組織改革に伴い制作部廃止。
- 1988年（昭和63年）7月22日 - NHKの組織改革に伴い支局に格下げ。
- 1998年（平成10年）11月26日 - アナログ総合テレビの中継局を上後藤放送所から松江局の枕木山放送所に移転し、32ch・映像出力1kWで放送開始、併せてエリア内の中小テレビ中継局を統合。ただし視聴者保護とアンテナ調整等円滑化のため翌年1月までは新旧サイマル放送を実施。
- 2003年（平成15年）11月1日 - 呼出符号JOLQ・JOLZを廃止。
- 2006年（平成18年）10月1日 - 枕木山放送所に設けられたデジタルテレビ放送域外中継局が正式に開局。当初から枕木山。
- 2009年（平成21年）4月1日 - NHKの組織改革に伴い米子放送会館を閉鎖し、隣接するNTT西日本の遊休施設に移転（賃借方式）。
- 2011年（平成23年）7月24日 - アナログ放送終了。

## チャンネル・周波数

### 米子局
- 総合：26ch 100W（松江局枕木山放送所からの域外送信）
- 教育：20ch 100W（同上）
- ラジオ第1：963kHz 1kW（旧コールサイン：JOLQ→現在はコールサインなし。市内上後藤放送所）
- ラジオ第2：1521kHz 1kW（旧コールサイン ：JOLZ→現在はコールサインなし。同上）

### その他
- FMの米子局は存在しないため、以下の域内局を受信することになる（鳥取県内限定）。
  - 日野中継局 84.0MHz
  - 米子日南中継局 85.3MHz
- 上後藤放送所からアナログ総合テレビの放送が行われていた時代、国内でも珍しい中波鉄管柱アンテナの頂上冠直下にUHF用双ループアンテナ併設という構造になっていた。
- テレビの完全デジタル化後も米子局が枕木山からの放送となっている理由は、枕木山側が鳥取県寄りであるため。松江局のテレビと山陰民放全社は島根県側に寄った澄水山から放送しているためである。
- AMラジオのコールサインは支局格下げ後もしばらく残されていた。廃止となった免許更新時期は不明。そのうちR2の「JOLZ」は後にi-dioのコールサインとなったが、2020年3月31日に停波してまたも空席になった。

## 関連人物
- 二宮正博 - 元NHK正職員アナウンサー。米子放送局が初任地（1970年入局）であった。
- 宮木由香 - 地元出身、2005年から6年報道室キャスターとして在籍。米子支局の知名度アップに貢献した。
- 比和谷恭子 - 宮木の後任。